# Trithionátový anion
Trithionátový anion je oxyanion síry se vzorcem S3O 2-
6 ; je konjugovanou zásadou kyseliny trithionové. 
Zředěný roztok hydroxidu sodného hydrolyzuje S4N4 za vzniku thiosíranu a trithionátu:
2 S4N4 + 6 NaOH + 9 H2O → Na2S2O3 + 2 Na2S3O6 + 8 NH3
Vyskytuje se v dýchacím řetězci některých bakterií redukujících sírany.